# Château-la-Vallière
Château-la-Vallière /ʃaˈto la vaˈljɛːʁ/ è un comune francese di 1 638 abitanti situato nel dipartimento dell'Indre e Loira nella regione del Centro-Valle della Loira.

## Società

### Evoluzione demografica
Abitanti censiti